# Megachile rhyssalus
Megachile rhyssalus là một loài Hymenoptera trong họ Megachilidae. Loài này được Wu mô tả khoa học năm 2005.